# Papa Dionisiu
Dionisiu (n. 200 d.Hr., Imperiul Roman – d. 26 decembrie 268 d.Hr., Roma, Imperiul Roman) a fost al 25-lea papă al Bisericii Catolice de la 22 iulie 259 la 26 decembrie 268.

## Origine
Este prezentat ca nativ în orașul Turius din Magna Grecia, dar această informație nu s-a verificat (încă). Pe timpul pontificatului papei Ștefan I (254 - 257) Dionisiu se pare că era un prezbiter al Bisericii din Roma și în această calitate a luat parte la controversa privitoare la validitatea botezului practicat de eretici. Aceasta l-a făcut pe Dionisiu, episcopul din Alexandria Egiptului, să-i trimită o scrisoare cu privire la această problemă; din această scrisoare Dionisiu (prezbiterul roman) apare ca un „bărbat excelent și cult” (Eusebiu din Cezareea, „Historia ecclesiastica”, VII, 7). Mai târziu, în timpul pontificatului papei Sixt al II-lea (257 - 258), tot episcopul de Alexandria, Dionisiu, i-a trimis o scrisoare cu privire la un oarecare Lucian (ibidem, VII, 9); nu se știe cu certitudine cine era acest Lucian.

## Alegerea întârziată
După martiriul lui Papa Sixt al II-lea, (6 august 258) scaunul Romei a rămas vacant timp de aproape un an, din cauza violentelor persecuțiilor împăratului roman Valerian, care făceau imposibilă alegerea unui nou „episcop roman”. Alegerea a fost posibilă numai odată cu potolirea prigoanei (22 iulie 259), când creștinii și clerul roman l-au ales pe Dionisiu.

## Reorganizarea Bisericii
Papei Sixt al II-lea i-a revenit datoria de a reorganiza Biserica din Roma, căzută în grave dezordini (din pricina lipsei păstorului). La numai câteva luni după alegere, împăratul Gallienus a emis edictul de toleranță, care a pus capăt prigoanelor și a dat un cadru legal Bisericii (cf. Eusebiu din Cezareea, Historia ecclesiastica, VII, 13). În felul acesta, Biserica din Roma a intrat legal în posesia lăcașurilor ei de cult, a cimitirelor ei precum și a altor proprietăți. Papa Dionisiu s-a dovedit în măsură să pună ordine în administrarea tuturor acestor bunuri ca și a disciplinei.

## Relațiile cu celelalte Biserici
Prin 260, Dionisiu, episcopul din Alexandria, a trimis o scrisoare lui Amonius și lui Eufranus împotriva ereziei sabelianismului, scrisoare în care nu s-a exprimat cu exactitate cu privire la „Logos” și la relațiile sale cu Dumnezeu Tatăl. Din această cauză, a fost acuzat înaintea Papei Dionisiu, care a convocat un Sinod care să discute asupra problemei ivite. Papa a publicat apoi (atât în numele său cât și al conciliului) o importantă scrisoare doctrinară în care, mai întâi era condamnată doctrina eretică (greșită) a lui Sabelius, apoi erau refuzate părerile false ale acelora care – asemeni marcioniților – separau Preasfânta Treime în trei ființe complet distincte, sau care considerau pe Fiul lui Dumnezeu doar ca pe o creatură, aceasta în timp ce Sfintele scripturi îl declarau clar ca fiind născut. Odată cu această scrisoare doctrinară, papa Dionisiu a trimis și o altă scrisoare episcopului din Alexandria, prin care scrisoare episcopul era convocat să explice poziția sa. Dionisiu, episcopul Alexandriei, își prezintă poziția în "Apologia" sa (cf. sf. Atanasiu, De sententia Dionysii, V, 13, De decretis Nicaenae synodi, XXVI).

## Lucrarea misionară
Urmând vechile tradiții ale Bisericii romane, Dionisiu a avut grijă și de credincioșii din pământurile îndepărtate. Creștinilor din Capadocia, neliniștiți din cauza incursiunilor goților, papa le-a trimis o scrisoare de îmbărbătare odată cu o mare sumă de bani cu care să fie răscumpărați creștinii care căzuseră în mâna goților ca ostatici (cf. sf. Vasile cel Mare, Epistole lXX, ed. Garnier). Episcopii adunați în sinod la Antiohia (care l-au depus pe Paul din Samosata) au trimis atât papei Dionisiu cât și lui Maxim, episcop al Alexandriei, o scrisoare pentru a-i ține la curent cu lucrările conciliului (cf. Eusebiu din Cezareea, Historia ecclesiastica, VII, 30). 

## Decesul
Papa Dionisiu este primul papă care nu este indicat ca martir. A murit pe 26 decembrie 268.
A fost înmormântat în cripta papilor din catacomba lui Calixt.
În iconografie este, de obicei, prezentat în veșminte papale cu o carte în mână.

## Martirologiul Roman
26 decembrie – În același loc pe Via Appia, înmormântarea („depositio”) fericitului Dionisiu Papă care a îndurat multe suferințe pentru Biserică și a fost ilustru prin documentele de credință.